# خيسوس بيلاييز
خيسوس بيلاييز (بالإسبانية: Jesús Peláez Miranda)‏ هو لاعب كرة قدم بيروفي، ولد في 20 يونيو 1940. لعب مع سنترو إكوينيو ‏.